# Réjean Lefrançois
Pour les articles homonymes, voir Lefrançois.
Réjean Lefrançois est un acteur québécois né le 25 novembre 1941, à  Montréal.

## Biographie
- Bénévole, Garde Côtière Auxiliaire.
- Titre : Commandant. Participation à l'émission Jobs de bras.

## Cinéma
- 1963 : Amanita Pestilens (en) : petit voisin
- 1972 : Et du fils : Gaston Godefroy
- 1990 : La Fille du Maquignon : Le Père
- 2024 : De profundis : Marcelin[1]

## Télévision
- 1959-1963 : Le Grand Duc
- 1961-1962 : Le Mors aux dents : Cadieux
- 1962-1963 : La Balsamine : Claude
- 1963-1965 : Rue de l'anse : Bello
- 1963-1966 : De 9 à 5 : Rémy
- 1964-1965 : Monsieur Lecoq
- 1966-1977 : Rue des Pignons : Maurice Milot
- 1967-1970 : Les Belles Histoires des pays d'en haut : Florent Chevron
- 1967-1968 : D'Iberville : Beauséjour
- 1968 : Moi et l'autre : Maurice Milot (épisode crossover S2E28)
- 1968 : Provinces (série française), épisode L'Adieu aux îles tourné à Montréal.
- 1970-1978 : Les Berger : Alexandre Beaulieu
- 1972-1975 : Les Forges de Saint-Maurice : Marchand
- 1977-1979 : À cause de mon oncle
- 1979-1980 : Féminin pluriel
- 1980-1983 : Marisol (série télévisée) : Bellegueule
- 1980 : Théâtre Arcade : Monsieur Masure : Claude Masure (téléthéâtre)
- 1988 : Mont-Royal : détective Boisvert
- 1991 : Lance et compte : Le Retour du chat (TV) : Jack Marquette
- 1993-1999 : Ent'Cadieux : Rosaire Tremblay
- 1994 : Les Grands Procès : L'Affaire Tuxedo Kid : Juge Wilson
- 1996 : Innocence : Sylvain Côté
- 1996-2010 : Virginie : Juge Pringle
- 1999 : Le Polock : contremaître
- 2001 : Fortier (série télévisée) : Lieutenant Durivage
- 2013-2017 : Mémoires vives (série télévisée) : Jean-Robert Dumaresque
- 2013-2017 : Les Pêcheurs : père de Jean-François
- 2016 - 2017 : District 31 : Réjean Beauvais (12 épisodes)
- 2017 : Plan B : M. Gervais
- 2019 : O' : Jean Bertrand

## Radio
- 1976 : CKMF-FM[2]